# Direitos da criança
Os direitos da criança ou direitos da infância associa-se aos direitos humanos voltados para as crianças. A condição de criança como sujeito de direitos está atrelada à preocupação com a fase inicial da formação e desenvolvimento humano. O pensamento científico desde o século XIX, principalmente aquele proveniente da Psicologia e da Pedagogia, construiu a imagem de vulnerabilidade e consequente necessidade de proteção. Anteriormente no século XVI, direitos e necessidades das crianças não eram reconhecidos. Nessa época, elas estavam sujeitas à subjugação familiar e às condições de abandono, abuso, tráfico e mutilação.

## Direitos e violações
De forma ampla, são princípios que norteiam os direitos das crianças, que incluem o tratamento não discriminatório, consideração de sua opinião e interesse e atenção à sua sobrevivência, desenvolvimento e proteção. Isso se converte em direitos à nacionalidade, igualdade de oportunidades, educação, habitação, saúde, recreação, ambiente de amor, segurança e compreensão dos pais e da sociedade, atendimento médico prioritário.
Por outro lado, as principais violações a esses direitos são a mortalidade infantil, o trabalho infantil, o abuso e exploração sexual de menor, e a negligência e violência doméstica (psicológica, física e sexual).

## Cronologia do regime internacional

Mapa da legalidade da pornografia infantil no mundo. Ilegal nos países em vermelho e laranja.

Mapa-múndi sobre a Convenção Internacional sobre os Direitos da Criança. Estados-parte em verde, signatários sem ratificação em roxo e não signatários em laranja.

Mapa sobre o Convênio n.° 138 da Organização Internacional do Trabalho, de 1973, sobre idade mínima de admissão no trabalho. Países signatários em tons de azul: o mais claro representa 14 anos, intermediário, 15 e mais escuro, 16.

- 1919: Criação do Comitê de Proteção da Infância pela Sociedade das Nações, o qual foi o primeiro órgão fora do âmbito do Estado-nação em matéria dos direitos da criança.[10][11]
- 1924: Aprovação na Assembleia da Liga das Nações da Declaração de Genebra de 1924, formulada por Eglantyne Jebb, fundadora da Save the Children, junto com a União Internacional de Auxílio à Criança.[11][12][13]
- 1927: Fundação do Instituto Interamericano da Criança durante o IV Congresso Panamericano da Criança por dez países americanos (Argentina, Bolívia, Brasil, Cuba, Chile, Equador, Estados Unidos, Peru, Uruguai e Venezuela).[11][14]
- 1934: Reafirmação da Declaração de Genebra com segunda aprovação no seio da Sociedade das Nações.[11][14]
- 1946
  - Recomendação do Conselho Econômico e Social das Nações Unidas para adoção da Declaração de Genebra.[11]
  - Criação do Fundo Internacional de Emergência das Nações Unidas para a Infância (UNICEF).[11]
- 1948: Reconhecimento implícito de direitos e liberdades das crianças e adolescentes com a aprovação da Declaração Universal dos Direitos Humanos proclamada pela Assembleia Geral das Nações Unidas (AGNU).[11]
- 1959: Adoção unânime mas não compulsória da Declaração dos Direitos da Criança pelos Estados-membros da ONU.[11]
- 1979: Celebração do Ano Internacional da Criança, estabelecido pela UNICEF, com atividades comemorativas ao vigésimo aniversário da Declaração dos Direitos da Criança.[15]
- 1980: Adoção da Convenção sobre os aspectos civis do Sequestro Internacional de Crianças (Convenção da Haia sobre Sequestro Internacional de Crianças) pela AGNU.[16]
- 1985: Adoção das Regras Mínimas das Nações Unidas para a Administração da Justiça da Infância e da Juventude (Regras de Pequim) a partir da aprovação da resolução 40/33 na AGNU.[16][17]
- 1989: Adoção da Convenção Internacional sobre os Direitos da Criança pela AGNU com abertura à subscrição e ratificação.[11][18][19]
- 1990
  - Realização da Cúpula Mundial pela Criança, convocada pelo UNICEF, e aprovação da Declaração Mundial sobre a Sobrevivência, a Proteção e o Desenvolvimento da Criança e seu respectivo plano de ação.[20][21]
  - Realização do Oitavo Congresso das Nações Unidas sobre prevenção do delito e do tratamento do delinquente com aprovação das Diretrizes das Nações Unidas para Prevenção da Delinquência Juvenil (Diretrizes de Riade) e das Regras Mínimas das Nações Unidas para a Elaboração de Medidas não Privativas de Liberdade (Regras de Tóquio).[16]
- 1993: Adoção da Convenção Relativa à Proteção das Crianças e à Cooperação em Matéria de Adoção Internacional (Convenção da Haia sobre Adoção Internacional), pela AGNU.[16]
- 2001: Celebração do Ano Interamericano da Infância e Adolescência.[14][22]
- 2011: Adoção do Protocolo Relativo aos Procedimentos de Comunicação pela AGNU, em emenda à Convenção Internacional.[16]

## Situação no Brasil

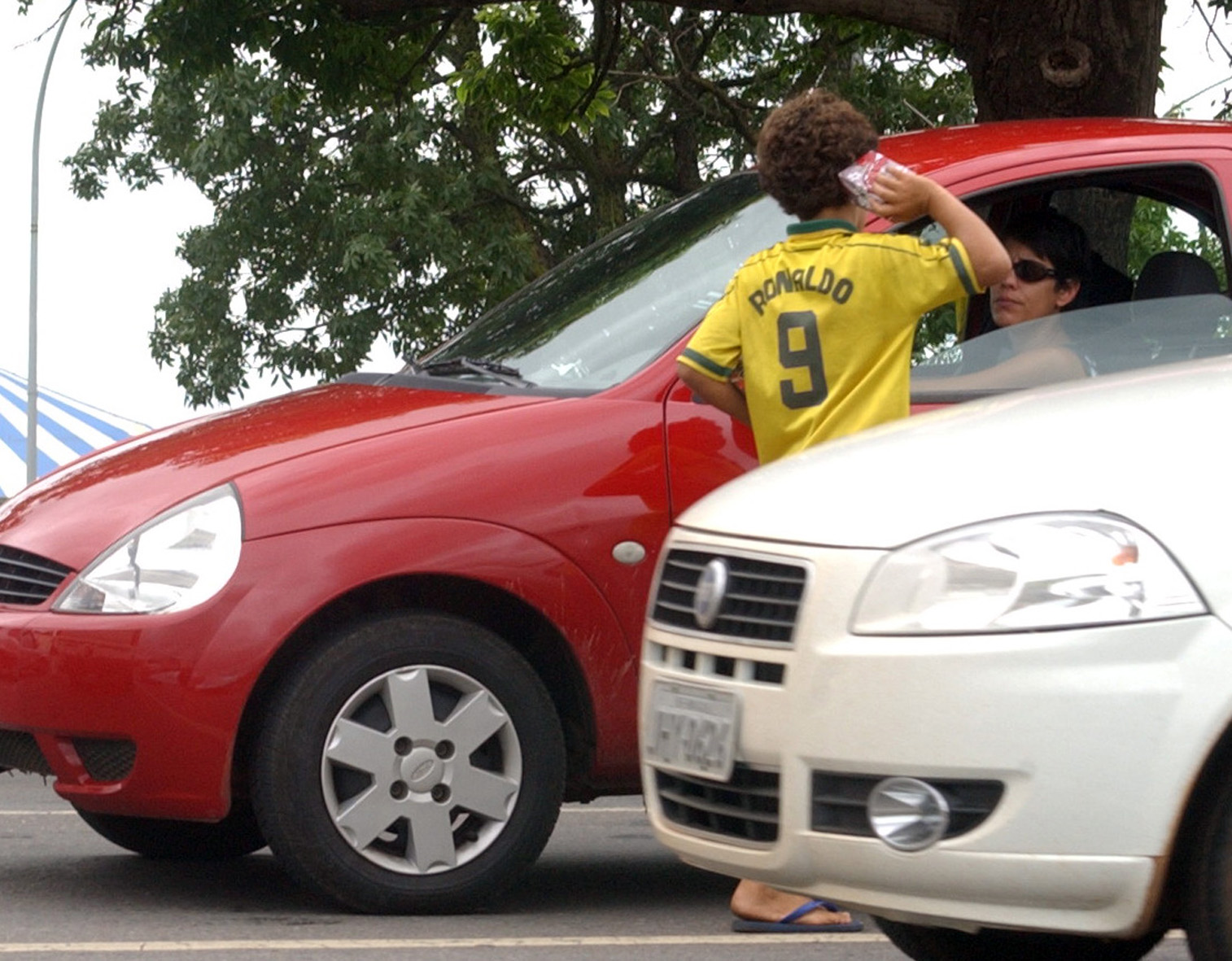
Criança brasileira pedindo esmola para o Natal, em Brasília.

A sociedade brasileira deixou de considerar as crianças como um adulto miniaturizado e passou concebê-las como pessoa por conta do Estatuto da Criança e do Adolescente (ECA). Assim, amparadas pela lei n.º 8 069, de 13 de julho de 1990, receberam novo tratamento em relação à criminalidade (infração) infantojuvenil, à saúde nos primeiros anos de vida, às condições de trabalho e à educação.
Em 31 de agosto de 2016 o Supremo Tribunal Federal (STF) decidiu em favor da ação judicial feita pelo Partido Trabalhista Brasileiro com apoio da Associação Brasileira de Emissoras de Rádio e Televisão (ABERT) derrubar a regra do Sistema de Classificação Indicativa Brasileiro que apoiava o Estatuto da Criança e do Adolescente e proibia as emissoras de televisão de transmitir conteúdo com classificação "restrito para menores de doze anos" ou superior em qualquer horário. Esta decisão do Supremo Tribunal Federal foi criticada.